# Попово (Пернишко)
Вижте пояснителната страница за други значения на Попово.
Попово, за кратко време Витошко, е бивше село в Пернишки окръг (сега област Перник). През 1953 г. жителите на селото са изселени и заедно със село Крапец е било залято при завиряването на язовир Студена. Жителите му са изселени в пернишките квартали „Изток“ и „Църква“.
Старото име на Попово е Сръбски Самоков. Според легендата е населено през 12 век със сръбски военнопленници по време на Византийското владичество, когато Сърбия е разбита, а част от войските ѝ са пленени и разселени във Византия. От 1885 г. е преименувано на Попово, а през 1953 г. отново е преименувано на Витошко, тъй като тогавашното комунистическото управление решава, че името му е прекалено „църковно“.